# Lawrence Visser
Lawrence Visser (* 18. Dezember 1989) ist ein belgischer Fußballschiedsrichter.
Visser leitet seit der Saison 2013/14 Spiele in der belgischen Division 1B und seit der Saison 2014/15 in der Division 1A.
Seit 2017 steht er auf der Liste der FIFA-Schiedsrichter und leitet internationale Fußballspiele.
In der Saison 2019/20 leitete Visser erstmals Spiele in der Europa League, in der Saison 2021/22 erstmals Spiele in der Champions League. Zudem pfiff er bereits Partien in der Nations League und in der europäischen WM-Qualifikation für die Weltmeisterschaft 2022 in Katar sowie Freundschaftsspiele.